# Гербст, Эдуард
Эдуа́рд Гербст (нем. Eduard Herbst; 9 декабря 1820, Вена — 25 июня 1892, Вена) — австрийский юрист и государственный деятель, профессор уголовного права, ректор Львовского университета в 1853—1854 году.

## Биография
Родился в Вене.
Изучал право в Венском университете, где в 1843 году получил докторат. 10 июня 1847 года назначен профессором уголовного права Львовского университета. Преподавал также философию права и международное право. В 1853—1854 году академический сенат Львовского университета избрал Гербста ректором. 27 марта 1858 года получил назначение на профессора Карлова университета в Праге.
В 1861 году избран в чешский сейм, становится лидером прогерманской партии. Вскоре занял видное положение в рейхсрате и в 1867 году получил в так называемом бюргерском министерстве портфель министра юстиции. Проведя новый устав гражданского судопроизводства, Гербст удержал свою должность и в первом министерстве Таафе (до 1870 года). 
При распаде членов кабинета на партии автономистов и централистов, отстаивал политику вторых. Особую известность получила его страстная критика восточной политики министерства Ауэршперга 1878—1879 годов, которая повлекла за собой падение кабинета. С образованием кабинета Таафе, немецко-централистская группа начала терять своё значение, а вместе с тем уменьшилось и значение Гербста. Однако это не препятствовало ему до самой смерти занимать одно из видных мест в рядах своей партии.

## Галерея

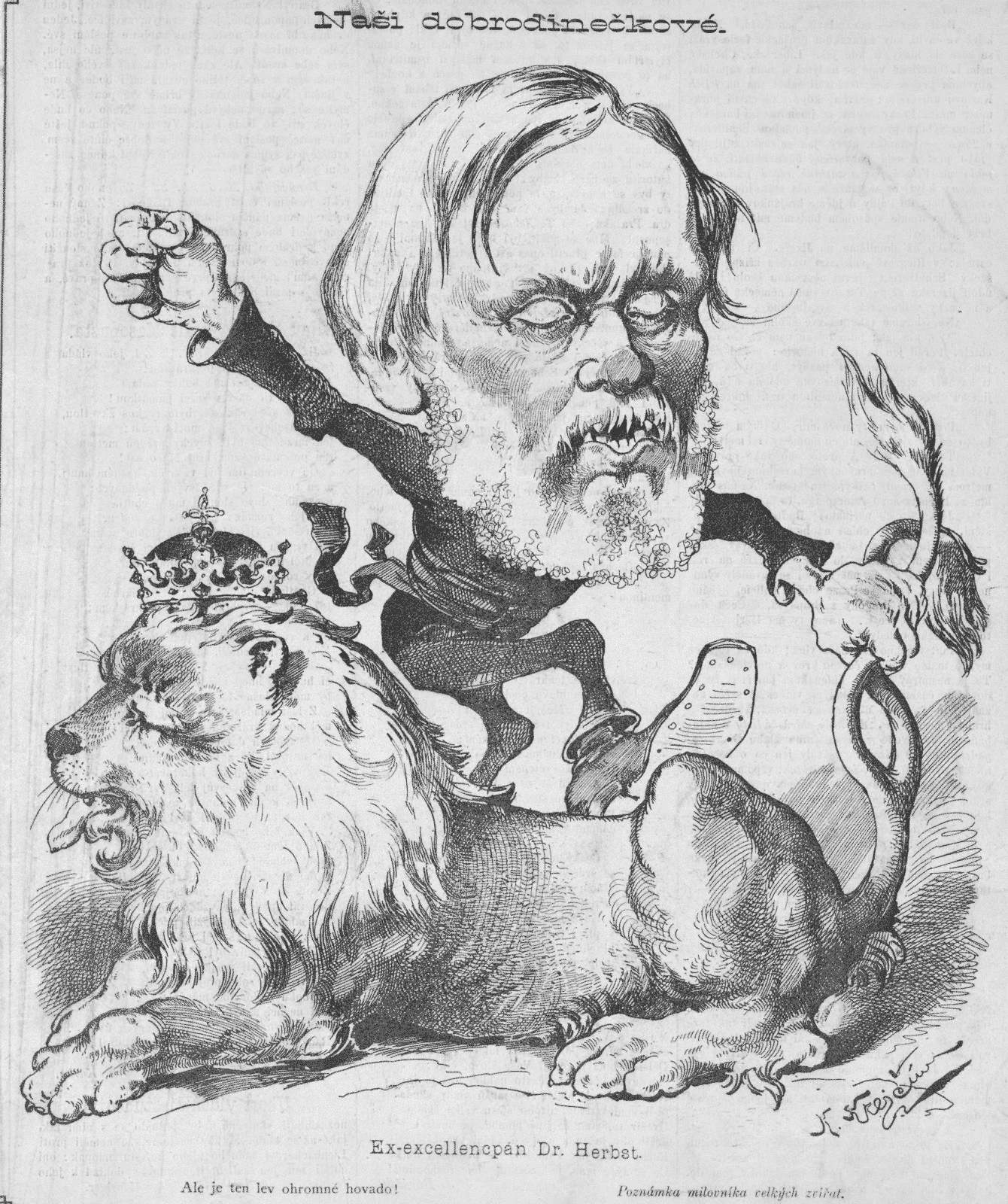
Карикатура на Гербста в чешском журнале Humoristické listy, 1881
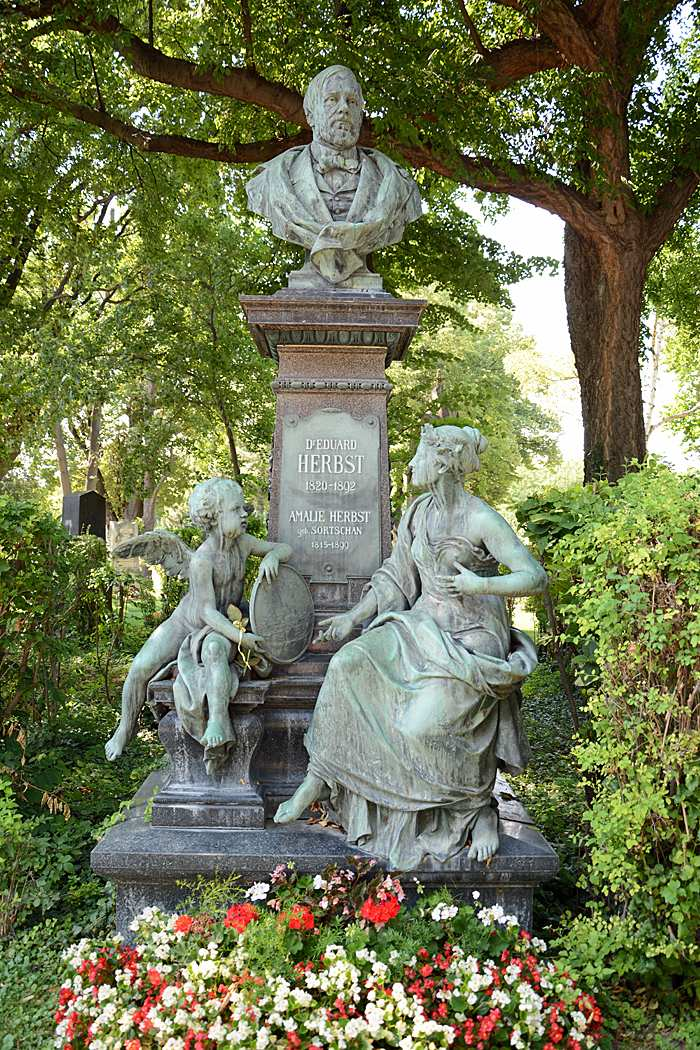
Могила Эдуарда Гербста на центральном кладбище Вены